# 解放主义

民族解放党旗帜

在哥斯达黎加，解放主义（西班牙語：Liberacionismo）是指由民族解放党倡导的一种政治意识形态。它和卡尔德隆主义是哥斯达黎加第二共和国时期最具代表性的两大政治传统。

## 概述
解放主义起初是一场政治运动，早于民族解放党的正式成立，萌芽于1948年的哥斯达黎加内战期间。在这场冲突中，民族解放军最终获胜。
在意识形态上，解放主义倾向多元，但通常被归类为一种围绕民族解放党重要人物的领袖主义，这些代表人物包括：何塞·菲格雷斯·费雷尔、丹尼尔·奥杜韦尔·基罗斯、弗朗西斯科·何塞·奥尔利奇·博尔马尔奇奇以及路易斯·阿尔韦托·蒙赫·阿尔瓦雷斯。解放主义者认为他们与社会民主主义立场一致。
然而，解放主义内部包含多种倾向。根据许多传统对手以及该党自身部分成员的说法，这些立场从右翼资本主义一直延伸到国家主义左翼（即国家干预色彩浓厚的左翼）不等。
解放主义的创始阶段，其意识形态基础包括修正主义社会民主主义理论和英国费边主义，但也融合创党领袖何塞·菲格雷斯·费雷尔、罗德里戈·法西奥·布雷内斯及其他“国家问题研究中心”成员的本土思想。该研究中心成立于1940年代初，并催生社会民主党，该党曾在制定1949年宪法的制宪会议中担任代表，该宪法标志着哥斯达黎加第二共和国的诞生。这些因素共同构成解放主义的思想基础，并在1951年正式以政党形式确立。
在其初期，解放主义在经济政策上依托于凯恩斯主义经济学，但很多人认为，近年的一些解放主义政府已渐渐偏离这一经济思想。
正如许多历史悠久的主要政党一样，民族解放党内部存在若干不同派系，这些派系往往既带有个人主义色彩，又体现意识形态分歧，并在党内结构中相互角力。

## 流派

### 蒙赫-阿拉亚主义

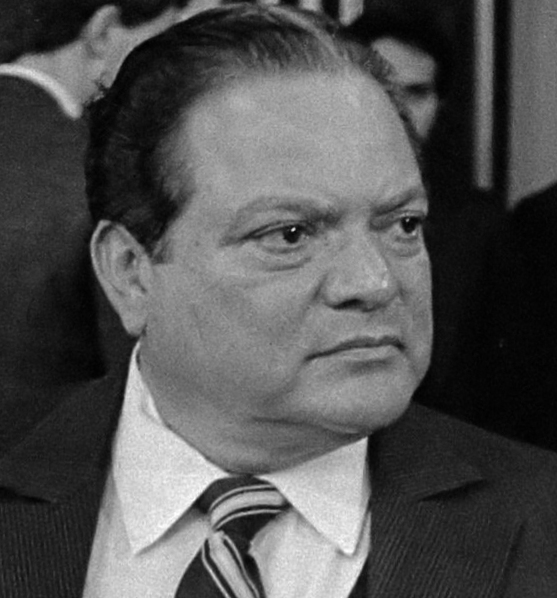
路易斯·阿尔韦托·蒙赫

蒙赫-阿拉亚主义是指围绕蒙赫-阿拉亚家族形成的政治派系，其领袖是前哥斯达黎加总统、民族解放党创始人路易斯·阿尔韦托·蒙赫。该派系也被称为蒙赫主义、阿拉亚主义或阿拉亚-蒙赫主义。该派系的成员还包括蒙赫的两位外甥：罗兰多·阿拉亚·蒙赫（前立法大会议员、前部长，并在2002年参选总统）和约翰尼·阿拉亚·蒙赫（曾担任圣何塞市长近三十年，并在2014年参选总统）。

### 阿里亚斯主义

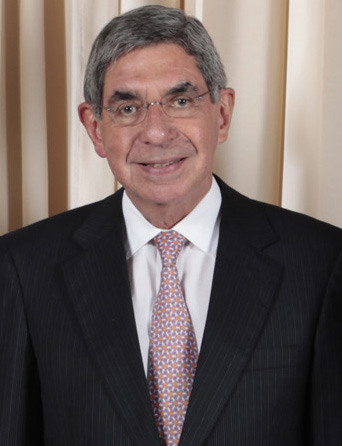
奥斯卡·阿里亚斯

阿里亚斯主义是哥斯达黎加民族解放党内部的一种个人主义倾向的政治派系。该派系的名称源自阿里亚斯兄弟，即前总统、诺贝尔和平奖得主奥斯卡·阿里亚斯（曾于1986年—1990年及2006年—2010年两度担任总统）及其兄长、曾任总统府部长的罗德里戈·阿里亚斯·桑切斯。一般认为，该派系与富有的阿里亚斯家族有着密切关系。该派系通常被视为民族解放党内部的右翼。在党内外批评者看来，阿里亚斯主义代表自由主义色彩的解放主义，主张新自由主义、保守主义和右翼政策，与传统社會民主主義理念背道而驰。然而，阿里亚斯派人士为自己辩护，声称该派系奉行的是类似于第三条道路的理念，这一理念与西班牙工人社会党、德国社会民主党、托尼·布莱尔领导下的英国工党、墨西哥革命制度党、秘鲁阿普拉党等政党相似，即那些推行被批评者视为自由主义和资本主义，而被支持者称为“新社会民主主义”或“革新社会民主主义”的政策。该派系的批评者常将其称为“新自由主义派”。

### 阿尔瓦雷斯主义

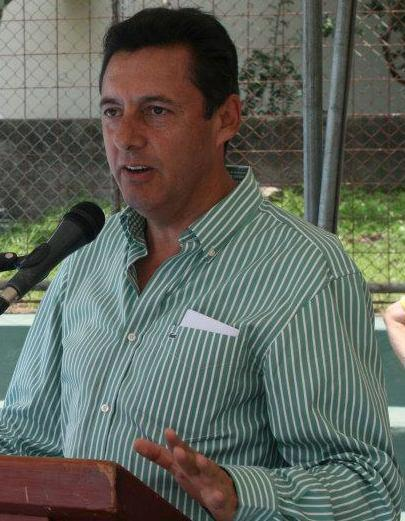
安东尼奥·阿尔瓦雷斯·德桑蒂

阿尔瓦雷斯主义是一个自2001年民族解放党全国大会以来，围绕前部长兼立法大会前主席安东尼奥·阿尔瓦雷斯·德桑蒂形成的政治派系。这个派系可被视为中间派，涵盖传统中左翼群体和自由派。
安东尼奥·阿尔瓦雷斯·德桑蒂曾在2002年参选党内初选，但在当年的大会上败给罗兰多·阿拉亚·蒙赫。2006年，他因指控地方大会存在贪腐与选举舞弊而退出党内，当时他所在的派系在选区大会中败北。他随后创建“争取变革联盟”，并以该党名义参选总统，获得3%的选票。在这次选举中，他得到前总统兼民族解放党创始人路易斯·阿尔韦托·蒙赫的支持。2008年，他重新回到民族解放党，并支持最终当选总统的劳拉·钦奇利亚。
曾经参与“德桑蒂派”的政治人物，包括部长和议员，也曾隶属于该党历史上的其他派系，其政治立场多根据每一届选举而变动：2002年大选中包括马尔科·巴尔加斯、弗朗西斯科·查孔、隆希诺·索托、费尔南多·埃雷罗、丹尼尔·加拉多、安娜·罗斯与阿莉西亚·富尼耶；2006年包括路易斯·蒙赫、努莉亚·马林、罗伯托·加拉多与费尔南多·奥坎波等人。
在2014年大选前，安东尼奥·阿尔瓦雷斯·德桑蒂放弃总统竞选，转而支持约翰尼·阿拉亚·蒙赫成为总统候选人，并被任命为竞选总干事及圣何塞第一选区立法大会议员候选人（后来，他当选为2014年—2018年任期的议员）。在他担任竞选负责人期间，民族解放党在大选中遭遇惨败。在2017年民族解放党全国大会中，他再次竞争总统候选人资格，与前总统何塞·玛丽亚·菲格雷斯等人竞争，这次他获得“阿拉亚派”的支持，在党内初选中获胜。然而，他不仅在随后的全国大选中落败，民族解放党也创下其历史上最差的选举成绩。